# Безпалько Осип Миколайович
О́сип Безпа́лько, (псевдо: «Андрій», «Задорожний», «Остап»; 1914, с. Бенів, нині Золочівка, Золочівського р-ну Львівської обл. — 3 серпня 1947, с. Теляче, нині Мирне Підгаєцького р-ну Тернопільської обл.) — майор УПА (посмертно), обласний провідник ОУН Кіровоградської обл. (1942—1943), крайовий провідник Подільського краю ОУН (з 1946), командир ВО-3 «Лисоня» (17.06.1947 — †3.08.1947), Лицар Срібного хреста заслуги УПА.

## Життєпис

Осип Безпалько лежить крайній праворуч

Народився 1914 року в с. Бенів, нині Золочівка, Золочівського район, Львівська область, Україна.
Закінчив Золочівську гімназію.
Член Пласту у Золочеві і Юнацтва ОУН в гімназії. Член ОУН, політв'язень польських тюрем (1933). Повторно заарештований у червні 1934 року і засуджений на 5 років. Достроково звільнений 11 березня 1937.
Заступник окружного провідника ОУН Золочівщини (1937-09.1939), окружний провідник (літо 1940—1941). Обласний провідник ОУН Кіровоградської обл. (1942—1943), організатор відділів УПА в Холодному Яру. Член крайового проводу ОУН Південно-східних українських земель (ПСУЗ) (1943—1944). На Кіровоградщині був важко поранений у 1944 році.
Крайовий провідник ОУН Подільського краю (від 1946), командир ВО-3 «Лисоня» (17.06.1947 —3.08.1947). Майор УПА (посмертно).
Загинув у криївці після одногодинного бою зі спецгрупою НКВД, застрілившись із власного пістолета.

## Нагороди
Згідно з Постановою УГВР від 11.10.1952 р. нагороджений Срібним хрестом заслуги УПА (посмертно).